# 福雷斯特阿里亞鎮區 (明尼蘇達州伍茲湖縣)
福雷斯特阿里亞鎮區（英語：Forest Area Township）是位於美國明尼蘇達州伍茲湖縣的一個行政鎮區。

## 地方資料
福雷斯特阿里亞鎮區的面積為1304.64平方千米，當中陸地面積為1301.34平方千米，而水域面積為3.29平方千米。根據2020年美國人口普查的數據，當地共有人口0人，而人口密度為每平方千米0人。